# La Chabanne

La Chabanne este o comună în departamentul Allier din centrul Franței. În 1 ianuarie 2022 avea o populație de 172 de locuitori.